# Nowoje Diewiatkino
Nowoje Diewiatkino (ros. Новое Девяткино) – wieś (dieriewnia) w Rosji, w obwodzie leningradzkim, w rejonie wsiewołożskim. W 2010 liczyła 10 978 mieszkańców.